# Riccardo Brigliadori
Riccardo Brigliadori (Milano, 16 novembre 1968) è un aviatore italiano.
Pilota di aerei ed alianti è stato 16 volte campione Italiano di Volo a Vela di Velocità.

## Biografia
Figlio di Leonardo Brigliadori e nipote di Riccardo Brigliadori Sr., entrambi aviatori e volovelisti attivi dagli anni '40 e '50, intraprende sin da giovane l'attività di volo in aliante, seguendo le orme della famiglia. Nel 1985, all'età di 16 anni, consegue la licenza di volo in aliante. L'anno successivo si aggiudica il titolo di campione italiano di volo a vela di velocità, un riconoscimento che otterrà per ben 16 volte nel corso della sua carriera. Due anni dopo, nel 1988, conquista la prima delle tre "Coppa Internazionale del Mediterraneo" (1988, 1992, 2006).
A livello internazionale, si distingue in numerose competizioni, ottenendo frequentemente posizioni sul podio sia nei campionati europei che in quelli mondiali, pur non riuscendo mai a raggiungere il gradino più alto. Nel 2024, durante il Campionato Europeo di volo a vela, si avvicina nuovamente al titolo, mantenendo la leadership nei primi cinque giorni di competizione.
Nel 1992 diventa istruttore di volo a vela presso l'AVL (Aeroclub Volovelistico Lariano) con base nell'aeroporto di Alzate Brianza e nel 2015 fonda la scuola di volo Pilota per Sempre in cui inizia a formare una nuova generazione di volovelisti, tra i quali il figlio Sebastiano, nella sede di Alzate Brianza, e di piloti VDS (Volo da diporto e sportivo) nella sede di Monte Marenzo.
Dal 2020 con la scuola di volo Pilota per Sempre organizza stage di perfezionamento di volo a vela presso l'Aeroporto di L'Aquila-Parchi.
Riccardo Brigliadori ha collezionato due voli da 1000 km sopra le montagne. Ha completato il primo sugli Appennini nel 1993, partendo e rientrando a Rieti, con un percorso che ha raggiunto Firenze a nord e Isernia a sud. Ha realizzato il secondo nel 2001 sulle Alpi, partendo e rientrando ad Alzate Brianza, raggiungendo Lienz come punto più orientale e Domodossola come estremo occidentale.
Detiene quattro record di velocità. Nell'agosto del 2020, ha stabilito un nuovo record italiano ed europeo sulla distanza dei 100 km, con una velocità media di 183 km/h. Il giorno successivo, ha migliorato i record italiani ed europei sulla distanza dei 300 km, portando la velocità media a 153 km/h.
Nel 2006 pubblica il libro Competing in gliders, winning with your mind scritto a quattro mani con il padre Leonardo.

Nel 2011 è protagonista di una puntata della serie RAI "Io Volo".

## Esperienza di Pilota
- Licenza di volo a vela dal 1985
- Attestato VDS dal 1992
- Istruttore di volo a vela dal 1992
- Istruttore VDS dal 2015

## Esperienza sportiva e riconoscimenti
- Membro della squadra nazionale di volo a vela dal 1988.
- Campionati Italiani: 1º classificato 1986, 1987, 1988, 1990, 1992, 1998, 2003, 2009, 2010, 2011, 2014, 2015, 2017, 2018, 2020, 2021 [10][11]
- Coppa Internazionale del Mediterraneo: 1º classificato 1988, 1992, 2006, 2º classificato 1987, 1995, 1997
- Campionati Europei:  2º classificato 1991, 1992, 2004, 2019, 3º classificato: 2000, 2007, 4º classificato 2015.[12]
- Campionati Mondiali: 2º classificato 2022[13], 3º classificato 2016, 4º classificato 2018, 5º classificato 2001, 2003, 2008[14].